# 2009 في إسرائيل
فيما يلي قوائم الأحداث التي وقعت خلال عام 2009 في إسرائيل.

## سياسة

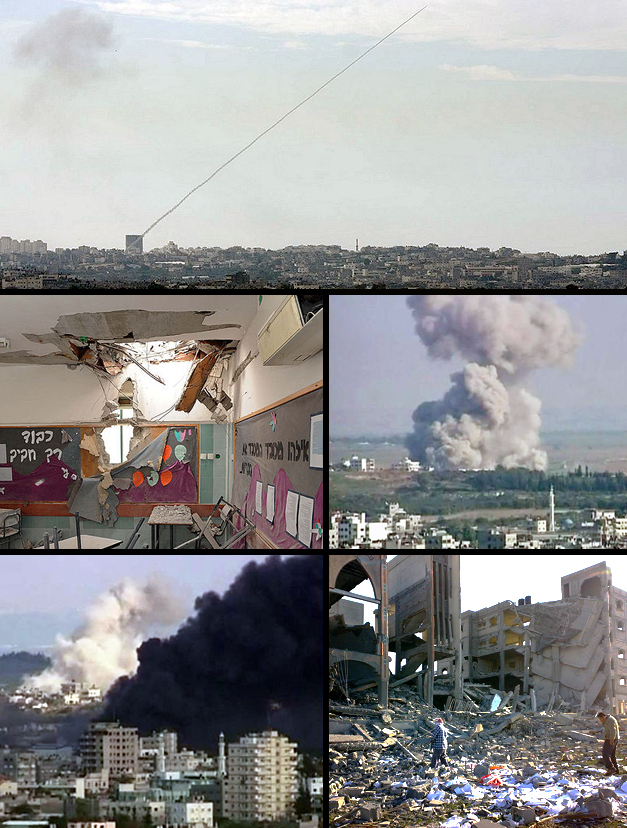
جنگ غزه. من الأعلى إلى الأسفل: أطلق صاروخ قسام من منطقة حضرية في قطاع غزة باتجاه إسرائيل ، وهو صاروخ غراد أطلق من قطاع غزة في بئر السبع ، وهو هجوم إسرائيلي في قطاع غزة ، تدمير في قطاع غزة من القصف الإسرائيلي.

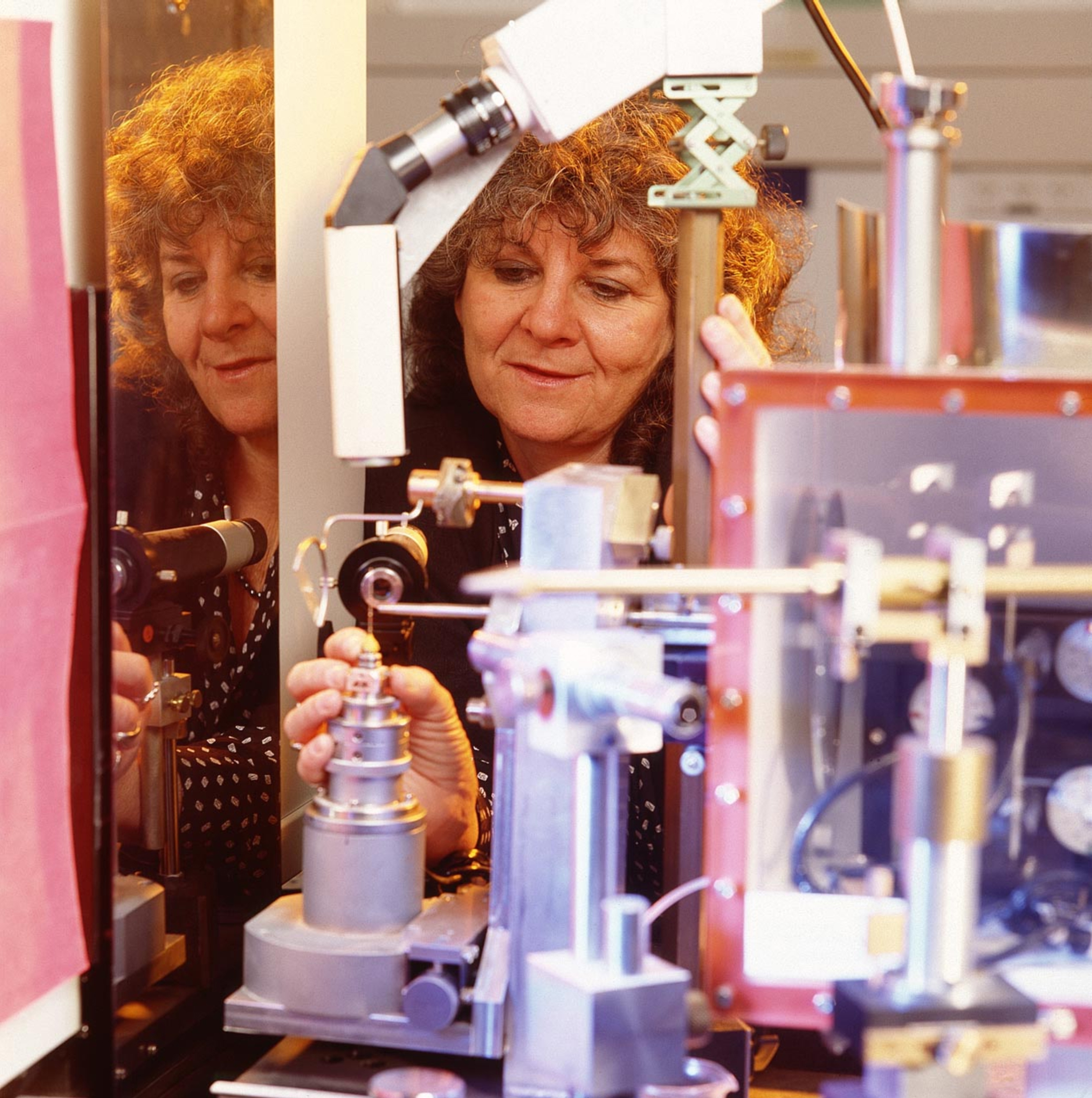
حصل أدا يونات على جائزة نوبل في الكيمياء

### تعيين في المنصب
- 1 يناير – افيغادور ليبرمان نائب رئيس الوزراء ‏،عضو الكنيست [الإنجليزية]‏،وزير الخارجية الإسرائيلي  [لغات أخرى]‏.
- 1 يناير – يعقوب نئمان Justice Minister of Israel ‏.
- 24 فبراير – آفي ديختر عضو الكنيست [الإنجليزية]‏.
- 24 فبراير – أحمد الطيبي عضو الكنيست [الإنجليزية]‏.
- 24 فبراير – أرييه بيبي عضو الكنيست [الإنجليزية]‏.
- 24 فبراير – أناستاسيا ميخائيلي عضو الكنيست [الإنجليزية]‏.
- 24 فبراير – أوري أرئيل عضو الكنيست [الإنجليزية]‏.
- 24 فبراير – أوري مكليف عضو الكنيست [الإنجليزية]‏.
- 24 فبراير – أوفير أكونيس عضو الكنيست [الإنجليزية]‏.
- 24 فبراير – أيوب قرا عضو الكنيست [الإنجليزية]‏.
- 24 فبراير – اسحق كوهين عضو الكنيست [الإنجليزية]‏.
- 24 فبراير – اورلي ليفي عضو الكنيست [الإنجليزية]‏.
- 24 فبراير – إسحاق هرتزوغ عضو الكنيست [الإنجليزية]‏.
- 24 فبراير – إليعزر موزيس عضو الكنيست [الإنجليزية]‏.
- 24 فبراير – إيتان كابل عضو الكنيست [الإنجليزية]‏.
- 24 فبراير – إيلان غيلون عضو الكنيست [الإنجليزية]‏.
- 24 فبراير – إيلي يشاي عضو الكنيست [الإنجليزية]‏.
- 24 فبراير – إيهود باراك عضو الكنيست [الإنجليزية]‏.
- 24 فبراير – بنيامين نتانياهو عضو الكنيست [الإنجليزية]‏،رئيس وزراء إسرائيل، وزير الصحة  [لغات أخرى]‏.
- 24 فبراير – بيني بيغن عضو الكنيست [الإنجليزية]‏.
- 24 فبراير – تساحي هنغبي عضو الكنيست [الإنجليزية]‏.
- 24 فبراير – تسيبي ليفني عضو الكنيست [الإنجليزية]‏.
- 24 فبراير – تسيبي هوتوفلي عضو الكنيست [الإنجليزية]‏.
- 24 فبراير – جلعاد أردان عضو الكنيست [الإنجليزية]‏.
- 24 فبراير – جمال زحالقة عضو الكنيست [الإنجليزية]‏.
- 24 فبراير – جيلا غامليل عضو الكنيست [الإنجليزية]‏.
- 24 فبراير – حاييم رامون عضو الكنيست [الإنجليزية]‏.
- 24 فبراير – حاييم كاتس عضو الكنيست [الإنجليزية]‏.
- 24 فبراير – حمد عمار عضو الكنيست [الإنجليزية]‏.
- 24 فبراير – حنين زعبي عضو الكنيست [الإنجليزية]‏.
- 24 فبراير – دافيد ازولاي عضو الكنيست [الإنجليزية]‏.
- 24 فبراير – دان مريدور عضو الكنيست [الإنجليزية]‏،نائب رئيس الوزراء ‏.
- 24 فبراير – داني أيالون عضو الكنيست [الإنجليزية]‏،نائب وزير الخارجية ‏.
- 24 فبراير – داني دانون عضو الكنيست [الإنجليزية]‏.
- 24 فبراير – دانيال هيرشكوفيتز عضو الكنيست [الإنجليزية]‏.
- 24 فبراير – روني بار أون عضو الكنيست [الإنجليزية]‏.
- 24 فبراير – رؤوفين ريفلين عضو الكنيست [الإنجليزية]‏،قائمة رؤساء الكنيست.
- 24 فبراير – زئيف إلكين عضو الكنيست [الإنجليزية]‏.
- 24 فبراير – سعيد نفاع عضو الكنيست [الإنجليزية]‏.
- 24 فبراير – سوفا لاندفير عضو الكنيست [الإنجليزية]‏.
- 24 فبراير – سيلفان شالوم عضو الكنيست [الإنجليزية]‏.
- 24 فبراير – شيلي يحيموفيتش عضو الكنيست [الإنجليزية]‏.
- 24 فبراير – عفو إغبارية عضو الكنيست [الإنجليزية]‏.
- 24 فبراير – عمير بيرتز عضو الكنيست [الإنجليزية]‏.
- 24 فبراير – مسعود غنايم عضو الكنيست [الإنجليزية]‏.
- 24 فبراير – موشيه غافني عضو الكنيست [الإنجليزية]‏.
- 24 فبراير – موشيه كحلون عضو الكنيست [الإنجليزية]‏،وزير الاتصالات الإسرائيلي  [لغات أخرى]‏.
- 24 فبراير – موشيه يعلون عضو الكنيست [الإنجليزية]‏.
- 24 فبراير – ميري ريغيف عضو الكنيست [الإنجليزية]‏.
- 24 فبراير – ناشمان شاي عضو الكنيست [الإنجليزية]‏.
- 24 فبراير – ياريف ليفين عضو الكنيست [الإنجليزية]‏.
- 24 فبراير – يسرائيل حسون عضو الكنيست [الإنجليزية]‏.
- 24 فبراير – يسرائيل كاتس عضو الكنيست [الإنجليزية]‏.
- 24 فبراير – يوئيل حسون عضو الكنيست [الإنجليزية]‏.
- 24 فبراير – يولي أدلشتين عضو الكنيست [الإنجليزية]‏،وزارة الإعلام والشتات.
- 31 مارس – يوفال شتاينتز وزير المالية الإسرائيلي  [لغات أخرى]‏.
- 1 أبريل – متان فلنائي Deputy Minister of Defense ‏.
- 6 أبريل – يعكوف ليتزمان نائب لوزيرالصحة.

### انتهاء فترة المنصب
- 1 يناير – يولي تمير وزير التربية والتعليم  [لغات أخرى]‏.
- 24 فبراير – آفي ديختر عضو الكنيست [الإنجليزية]‏.
- 24 فبراير – أحمد الطيبي عضو الكنيست [الإنجليزية]‏.
- 24 فبراير – أوري أرئيل عضو الكنيست [الإنجليزية]‏.
- 24 فبراير – أوري مكليف عضو الكنيست [الإنجليزية]‏.
- 24 فبراير – اسحق كوهين عضو الكنيست [الإنجليزية]‏.
- 24 فبراير – افيغادور ليبرمان عضو الكنيست [الإنجليزية]‏.
- 24 فبراير – إسحاق هرتزوغ عضو الكنيست [الإنجليزية]‏.
- 24 فبراير – إيتان كابل عضو الكنيست [الإنجليزية]‏.
- 24 فبراير – إيلي يشاي عضو الكنيست [الإنجليزية]‏.
- 24 فبراير – إيهود أولمرت عضو الكنيست [الإنجليزية]‏،رئيس وزراء إسرائيل.
- 24 فبراير – بنيامين نتانياهو عضو الكنيست [الإنجليزية]‏،قائد المعارضة (إسرائيل).
- 24 فبراير – تساحي هنغبي عضو الكنيست [الإنجليزية]‏.
- 24 فبراير – تسيبي ليفني عضو الكنيست [الإنجليزية]‏،وزير الخارجية الإسرائيلي  [لغات أخرى]‏.
- 24 فبراير – جلعاد أردان عضو الكنيست [الإنجليزية]‏.
- 24 فبراير – جمال زحالقة عضو الكنيست [الإنجليزية]‏.
- 24 فبراير – حاييم رامون عضو الكنيست [الإنجليزية]‏،عضو الكنيست [الإنجليزية]‏.
- 24 فبراير – حاييم كاتس عضو الكنيست [الإنجليزية]‏.
- 24 فبراير – دافيد ازولاي عضو الكنيست [الإنجليزية]‏.
- 24 فبراير – روني بار أون عضو الكنيست [الإنجليزية]‏.
- 24 فبراير – رؤوفين ريفلين عضو الكنيست [الإنجليزية]‏.
- 24 فبراير – زئيف إلكين عضو الكنيست [الإنجليزية]‏.
- 24 فبراير – زهافا غال-أون عضو الكنيست [الإنجليزية]‏.
- 24 فبراير – سعيد نفاع عضو الكنيست [الإنجليزية]‏.
- 24 فبراير – سوفا لاندفير عضو الكنيست [الإنجليزية]‏.
- 24 فبراير – سيلفان شالوم عضو الكنيست [الإنجليزية]‏.
- 24 فبراير – شيلي يحيموفيتش عضو الكنيست [الإنجليزية]‏.
- 24 فبراير – عامي أيالون عضو الكنيست [الإنجليزية]‏.
- 24 فبراير – عمير بيرتز عضو الكنيست [الإنجليزية]‏.
- 24 فبراير – غالب مجادلة عضو الكنيست [الإنجليزية]‏.
- 24 فبراير – موشيه غافني عضو الكنيست [الإنجليزية]‏.
- 24 فبراير – موشيه كحلون عضو الكنيست [الإنجليزية]‏.
- 24 فبراير – نادية حلو عضو الكنيست [الإنجليزية]‏.
- 24 فبراير – نيسان سلوميانسكي عضو الكنيست [الإنجليزية]‏.
- 24 فبراير – يسرائيل حسون عضو الكنيست [الإنجليزية]‏.
- 24 فبراير – يسرائيل كاتس عضو الكنيست [الإنجليزية]‏.
- 24 فبراير – يوئيل حسون عضو الكنيست [الإنجليزية]‏.
- 24 فبراير – يولي أدلشتين عضو الكنيست [الإنجليزية]‏.
- 31 مارس – بنيامين بن إليعازر وزير الطاقة الإسرائيلي  [لغات أخرى]‏.
- 31 مارس – شائول موفاز نائب رئيس الوزراء ‏.
- 31 مارس – متان فلنائي Deputy Minister of Defense ‏.
- 31 مارس – مجلي وهبي نائب وزير الخارجية ‏.

## أفلام
من الأفلام التي صدرت هذه السنة في إسرائيل:
- 1 يناير – تشهير من إخراج Yoav Shamir [الإنجليزية]‏.
- 1 يناير – ريتشيل من إخراج سيمون بيطون.
- 1 يناير – عجمي من إخراج إسكندر قبطي، يارون شاني.
- 1 يناير – عينان مفتوحتان من إخراج Haim Tabakman  [لغات أخرى]‏.
- 1 يناير – لبنان من إخراج صاموئيل معاذ.
- 22 مايو – الزمن الباقي من إخراج إيليا سليمان.

## وفيات

### مايو
- 20 مايو – جوشوا زتلر (مواليد 1917)

### يوليو
- 17 يوليو – مائير عاميت (مواليد 1921) سياسي إسرائيلي.
- 17 يوليو – محمود سليمان المغربي (مواليد 1933) سياسي ليبي.

### أغسطس
- 2 أغسطس – شفيق الحوت (مواليد 1932) سياسي فلسطيني.
- 3 أغسطس – سمير غوشة (مواليد 1937) سياسي فلسطيني.

### نوفمبر
- 1 نوفمبر – صخر حبش (مواليد 1939)
- 2 نوفمبر – أمير بنولي (مواليد 1941)